# EV (groupe)
Pour les articles homonymes, voir EV.
EV (Étrange Vérité ou Etre-Vroadel, international en breton) est un groupe de rock celtique et rock indépendant français, originaire de Nantes, en Loire-Atlantique. Il est fondé en 1981 par quatre musiciens, deux bretons (Gweltaz et Sylvain) et deux frères finlandais (Harri et Jari), et, cesse ses activités en 2007. Leur style musical est du rock aux influences bretonnes et celtiques, mais aussi new wave, folk ou pop. Ils se définissent comme groupe de rock celto-finnois. Les textes de leurs chansons sont en breton, en français et en finnois. La renommée du groupe s'est forgée sur scène, avec plus de 1 000 concerts à leur actif.

## Biographie

### Fusion et EnVol
En 1980, le batteur Joël Perche, dit Harri, rencontre par petites annonces Sylvain Chevalier, dit Cheval, qui joue des claviers. Jari, le frère de Harri, prend la basse pour « s'amuser ». Gweltaz Adeux, rocker-militant breton, rejoint le groupe après quelques passages de différents guitaristes. EV tire son originalité par le chant en langue bretonne ou finnois sur du rock et leur présence sur scène (torses nus, kilts noirs et blancs parsemés d'hermines et de motifs celtiques...). Outre son succès nantais, EV participe en Finlande au festival Ruisrock (Turku) avec en tête d'affiche Nina Hagen, Ian Dury et The Alarm. Leur premier 45 tours date de 1984 (Nouveaux Décors, Banquise Noire). L'année suivante, ils récidivent avec Par le feu/Camouflage. Malgré de nombreux concerts, dont deux étés en Finlande en 1984 et 1985, ce n'est qu'en 1987 qu'une nouvelle expérience discographique voit le jour.
Un premier six titres autoproduit, Skorn, sort en 1987 et le groupe se produit à la fête de la langue bretonne à Carhaix (en y retournant régulièrement il gagnera son galon de premier groupe de Rock-Breton), au Printemps de Bourges, aux Francofolies de La Rochelle, puis à l'Olympia. Sylvain quitte le groupe et c'est Laurent, dit M. Burzo, qui le remplace. En 1988, le groupe sort Shamaani, un maxi 45 tours avec notamment les Elmer Food Beat aux chœurs sur Lavar din, qui reçoit de bonnes critiques nationales. En 1989, M. Burzo part et c'est Laurent Grippay, alias Fakir (ex-Incognito) qui s'installe derrière le clavier et l'accordéon. Ils démarrent la décennie 1990 par une cinquantaine de concerts la première année, dont un passage à l'Olympic de Nantes (ils s'y produiront à de nombreuses reprises). Ce concert, enregistré le 6 octobre, sort début 1991 sur K7 autoproduite intitulée tout simplement 6 octobre. Ils tournent dans toute la France et dans de multiples lieux (cafés-concerts, festivals, grands concerts de soutien), lors de premières parties d'artistes, à la télé locale.

### D'enfer,Bordel,Crier
Le groupe se « professionnalise » en 1991 en signant avec Lola Label et PolyGram et sort trois albums tous les deux ans : Distruj (d'enfer), Reuz (tumulte) puis Huchal (hurler). Au moment de la vague celtique en France, des maisons de disques voulaient coller au mouvement et engager leur groupe de rock celtique, mais eux ont refusé de quitter leur ligne directrice fondée sur le mélange des cultures et des langues, sans être contraint de ne chanter qu'en français.
Ils font entre 1991 et 1992 près de 200 dates supplémentaires, dans l'Hexagone, avec un passage avec les Elmer Food Beat, mais aussi à nouveau au Pays de Galles puis en Allemagne, aux Pays-Bas et en Belgique. Distruj présente des titres en français comme Elle Pleure ou Marins perdus, le titre bilingue Mab al loar (Fils de la Lune) emblématiques du groupe, l'instrumental Cymru qui prend sa place à la fin des concerts. La personnalité des EV s'affirme : du rock festif à la touche celtique sans oublier le côté militant pour les justes causes. En 1992, ils enregistrent Reuz, leur deuxième opus, toujours avec Lola Label et Polygram, chez Éric Chauvière, avec pour la première fois les services d'un producteur, Théo Hakola (ex membre d'Orchestre Rouge et de Passion Fodder ; producteur du premier album de Noir Désir). Le nom de l'album (« bruit ») peut s'entendre par le type de rock dit sauvage (Kuuma, Aon !, Anna Mulle), la puissance des bombardes et cornemuses (1000 batailles, Anne & Jukka) ou encore la volonté du groupe de faire parler de lui. En 1993, les EV revêtent pour la première fois leurs célèbres kilts « herminés » à l'occasion d'une tournée dans toute l'Europe. Désormais suivi avec assiduité par un public éclaté sur tout le continent, le fanclub consacre au groupe un journal bimensuel intitulé Au Pays des Galettes et des Harengs, de 1993 à 2001.
En 1994, le titre Keltia devient l'hymne de l'équipe de foot du Stade rennais, et en 1995 ils font la première partie des Simple Minds au Festival interceltique de Lorient puis, en novembre 1996, celle des Tri Yann au Zénith de Paris. Début 1996, alors que Milig ar Skañv, dit Glenmor, est atteint d'un cancer, on propose au groupe d'interpréter le chant du barde qui contribua au mouvement breton : le Kan bale an ARB, un chant de guerre, de marche et de libération. Leur version très rock marque toute une génération comme l'explique Gweltaz : « Gouel ar Brezhoneg et le Kan Bale font partie de nos grands souvenirs parce que le public comprenait le texte. On a joué alors pour des ados qu'on retrouve aujourd'hui, qui ont une trentaine d'années et qui travaillent à FR3 ou ailleurs, pour des émissions en breton. On les a vus grandir ! » En janvier 1996, changement de label, c'est Globe-Music qui édite leur troisième album Huchal, un album très rock et dansant où le français n'est que très peu présent, mais où le breton se fait militant avec la reprise très rock de l'hymne révolutionnaire An alarc'h appuyé par la bombarde. Ihala (ville d'origine de la famille Heinonen, dans la banlieue de Turku) est une chanson en finnois chantée par Jari en duo avec Kerttu Heinonen (la maman de Harri et Jari) un morceau rythmé par l'accordéon servant la danse.

### Passage d'une nouvelle étape
En 1997, le 500e concert depuis l'arrivée de Fakir se déroule à Ploemeur. Harri, malade, est remplacé par Sylvain Pernel (Pépère, ex-Monkey Heart) mais il vient leur faire la surprise de les rejoindre sur scène, pour un « bœuf » qui sera sa dernière apparition avec les EV. Le 24 avril, Harri décède d'une leucémie aiguë. En hommage au cofondateur du groupe, les EV poursuivent leur route qui passe alors par la Suisse, la Hongrie, l'ex-Allemagne de l'Est, la Corse, etc. En Bretagne, ils participent au concert contre le projet d'une centrale nucléaire au Carnet, avec Alan Stivell, Noir Désir. Après 10 mois de tournée et une pause réflexive, le groupe décide de repartir sur de nouvelles bases en engageant en septembre un autre batteur, Christophe Rossini dit Tof, un ami Lorrain de Jari qui apporte le dynamisme qui semblait les avoir quittés depuis le départ du frère de Jari. Ils jouent à Bilbao, à Bayonne, à Saint-Malo, en ex-RDA à nouveau, repassent par la Suisse, par la Lorraine et par Berlin.
Cette année-là, EV est présent sur huit compilations et sort son premier album live intitulé Mar Plij (« S'il vous plaît »), 13 titres enregistrés lors de cinq concerts en Bretagne, avec la participation du Bagad Gilles de Retz. Des titres comme Oltiin nuoria, Aon ! et Ni a sell ouzh an heol sont très appréciés et se révèlent en live, malgré le fait que l'ambiance exaltante et partagée avec le public ne transparaisse pas bien à l'écoute. Dès mars 1999, les EV jouent en Finlande et parcourent à nouveau l'Europe avec plus de quatre-vingt concerts. En concert ils abordent leurs nouveaux kilts (noirs avec des dessins celtiques ou psychédéliques). Pemp (« cinq » en breton) sort en mars 2001 chez Sony Music (le label en profitant pour rééditer toute la discographie fin 2002) ; cinquième album du groupe mais aussi un hommage à Harri, le cinquième EV. On peut trouver dans chaque plage une connotation à sa disparition, avec plusieurs textes sombres (Les Mois Noirs, Décembre) mais les morceaux joyeux et électriques sont bien présents (Dorn ha Dorn, Sko !).
Le groupe travaille à nouveau avec un producteur de renom, le gallois Andy Lyden (U2, Robert Palmer, Grace Jones, The Cure, Brian Eno, Charlélie Couture ou Les Wampas), qui apporte des subtilités en ce qui concerne les arrangements et l'utilisation de samples. L'album affiche en un mois 5 000 ventes, beau score pour un groupe qui n'a jamais bénéficié du soutien des médias les plus importants. De plus, contrairement aux promesses faites par Sony, la promo nationale ne démarre pas car la nouvelle direction ne semble pas avoir placé EV dans ses priorités. En effet, quelques mois plus tard, ils récupèrent leur contrat et tout est à refaire : rechercher une maison de disque et réattaquer les médias.

### Reboostés puis séparés
Après la tournée, dont le festival interceltique et le Cyber fest-noz 2001, de retour à Nantes, ils travaillent sur le projet d'un grand concert anniversaire pour leurs vingt ans. Deux soirées ont lieu les 21 et 22 décembre 2001 à l'Olympic devant plus de 1 500 spectateurs. De nombreux invités sont présents tels que Tri Yann, The Flamingos, Emsaverien, Jimme O'Neill (complice d'EV) ou encore Elmer Food Beat reformé pour l'occasion. Les anciens musiciens des EV étaient aussi sur scène. Alors que de nombreux Nantais voient en cet événement un adieu, les quatre musiciens, reboostés par la reprise de leur discographie par le label Créon, repartent en 2002 sur les routes de France et d'ailleurs, pour la "tournée des 20 ans". En août ils réalisent notamment des passages dans plusieurs festivals bretons (Massif Celtrad, Celtadore, Saint-Loup, Filets bleus, Nuits Celtes, Pardon de la Baule). En janvier 2004 c'est au tour de Dizehan ("Sans cesse" en breton) de voir le jour, un nom lié à leurs incessantes tournées, enregistrements studio et défense des langues et des cultures minoritaires. Il propose du rock plus moderne. En 2005, le groupe dépasse les mille concerts effectués.

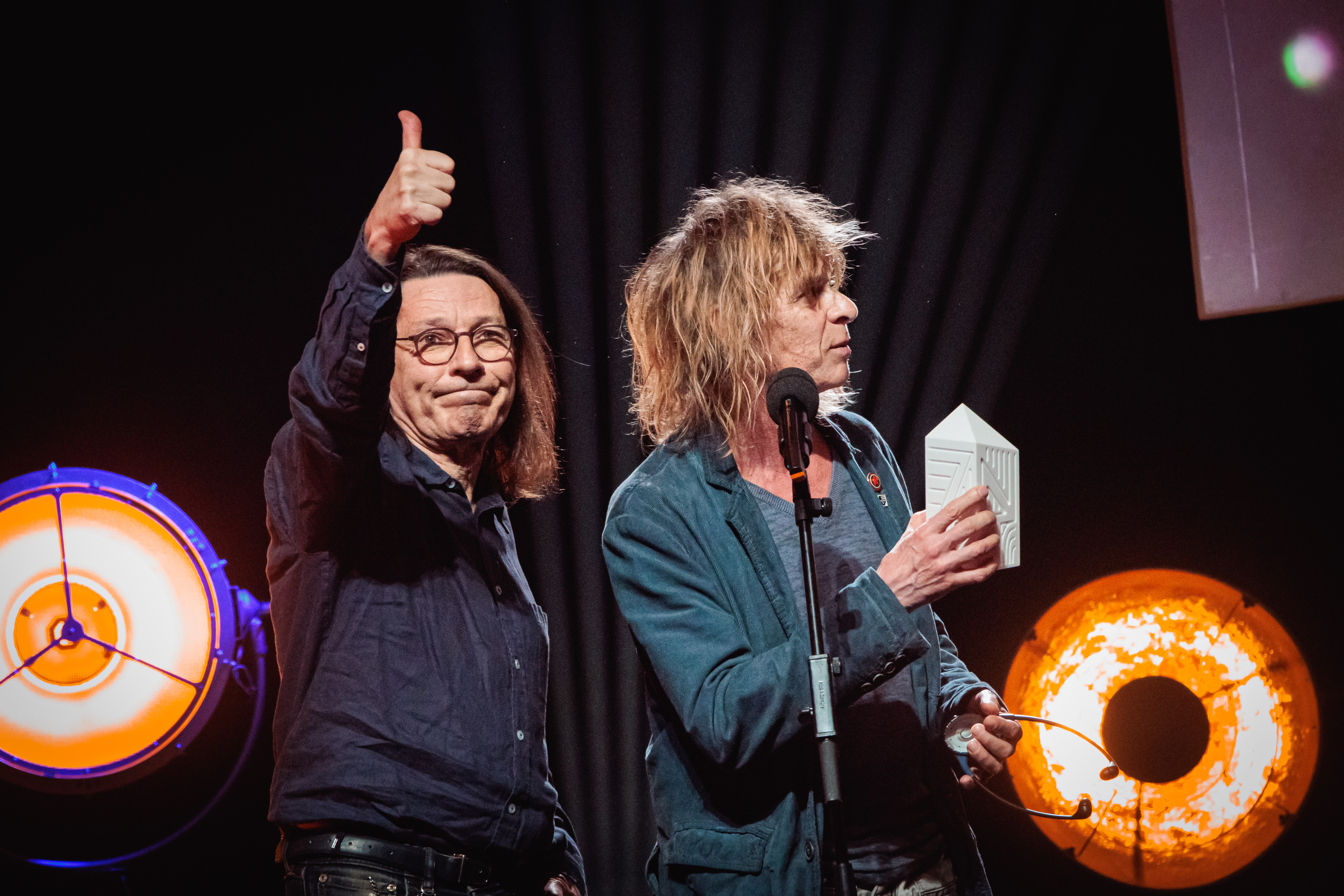
Le groupe reçoit un prix d'honneur lors de la cérémonie des Prizioù à Nantes en 2024.

Côté scène, EV arrête en 2007, par envie de projets solos pour certains. Gweltaz continue en formation trio, à chanter en breton. Fakir quant à lui officie sous les noms de Dj Loran et Kirfa Mix, Jari sous les traits grimés de Jean-Claude Crystal (avec Pépère à la batterie) et dans le duo Quartier Batignolles (avec l'accordéoniste Frédéric Poidevin, élève de Richard Galliano). De son côté, Tof officiera dans le groupe Merzhin de 2005 à 2008, avant de rejoindre le groupe de ska Les Caméléons. En 2011, Gweltaz sort son premier album solo appelé Ehan (« Pause ») avec Nico Guérain à la basse et Tof à la batterie.

## Style musical
Leur style particulier, souvent jugé inclassable, a évolué de la new wave au rock celtique ; ils se définissent eux-mêmes comme un groupe de fusion. Car, à l'inverse de nombreux groupes bretons, la musique qu'ils pratiquent n'a rien de traditionnelle. Les EV font du rock, "héroïque", moderne, en incorporant des instruments et des arrangements celtisants, ainsi que le chant en langue bretonne, mais ne donnent jamais dans la musique de fest-noz. Et ils vont plus loin pour surprendre, car le bassiste Jari et son frère le batteur Harri, ont partagé leurs origines finlandaises avec leurs amis en composant et en interprétant des chansons en langue finnoise. Finalement EV compte dans ses rangs trois compositeurs et trois chanteurs, Gweltaz pour le breton, Jari pour le finnois (et aussi le français) et Fakir pour le français. L'équilibre délicat entre les trois langues, les sonorités étranges du finnois et du breton, apportent une fraîcheur et une atmosphère très particulière au rock du groupe. EV pratique donc sans contradiction à la fois l'ouverture sur l'Europe et la reconnaissance régionale. Le choix linguistique peut s’expliquer comme la volonté de préserver la culture régionale (originalité et identité) face à l’envahissement anglo-saxon (uniformisation). Ils n'hésitent pas à interpréter l'hymne Kan bale an ARB de Glenmor (chant de marche de l'Armée Révolutionnaire Bretonne) et à se frotter à des thèmes politiques comme l'affaire Seznec (Victime), ou plus personnels comme la mort de Harri (l'album Pemp et Tahtoisin dans l'album suivant) ou la maladie qui ronge les corps de l'intérieur jusqu'à la mort (T'oublier).
Leur premier album présente un mélange homogène de toutes leurs influences. Plus pop que ses successeurs et doté d'un son encore marqué par la décennie précédente, Distruj contient des titres restés ancrés dans tous les futurs concerts : Marins perdus, Mab al Loar, Kan bale an ARB, l'instrumental Keltia et Cymru (titre qui clôt tous les concerts du groupe). Poétiques et traditionnels, les textes de EV s'inspirent tout autant des histoires bretonnes des veillées que de l'actualité et du combat pour la défense de la langue et de la culture bretonnes. Chantés en français, en breton et en finnois, ces textes respirent l'air du large et portent en eux une éternité passée sur les flots. Mais ils nous racontent aussi l'histoire du peuple breton, celle des paysans qui se révoltent contre leurs maîtres (Ar falc'hon : le faucon), celle de gens pour qui la mer est omniprésente jusque dans la mort où elle leur offre un linceul d'écume (Elle pleure), et surtout celle d'un peuple qui refuse l'extinction programmée de sa langue et de sa culture. Ils participent d'ailleurs à de nombreuses manifestations culturelles et socio-politiques, notamment le rassemblement anti-nucléaire du Carnet, les concerts pour les écoles Diwan... Le groupe s’est forgée sur scène avec un rock énergique et puissant qui secouait les foules. Dans les années 2000, tout en confirmant des racines de musique bretonne traditionnelle, EV poursuit ses envolées punk et se dirige vers des arrangements electros.

## Membres

### Derniers membres
Quatre musiciens composent le dernier line-up :
- Gweltaz Adeux — guitare,chant, chœurs, bombardes
- Jari Perche — basse, chant, chœurs
- Laurent « Fakir » Grippay — clavier, accordéon, chant
- Christophe « Tof » Rossini — batterie, percussions

Désormais on peut retrouver Jari Perche sous les traits du chanteur parodique Jean-Claude Crystal, caricature second degré d'un artiste de variété dont le répertoire est constitué de classiques de la chanson française  aux textes modifiés de façon humoristique.

### Anciens musiciens
- Joël « Harri » Perche — batterie (le frère de Jari, décédé à 39 ans le 24 avril 1997 d'une leucémie foudroyante)
- Sylvain « Cheval » Chevalier — clavier, chant
- Laurent X dit Mr. Burzo — clavier
- Sylvain « Pépère » Pernel — batterie

### Galerie

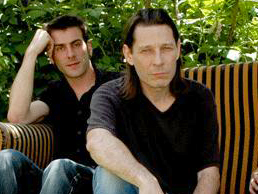
Gweltaz Adeux.
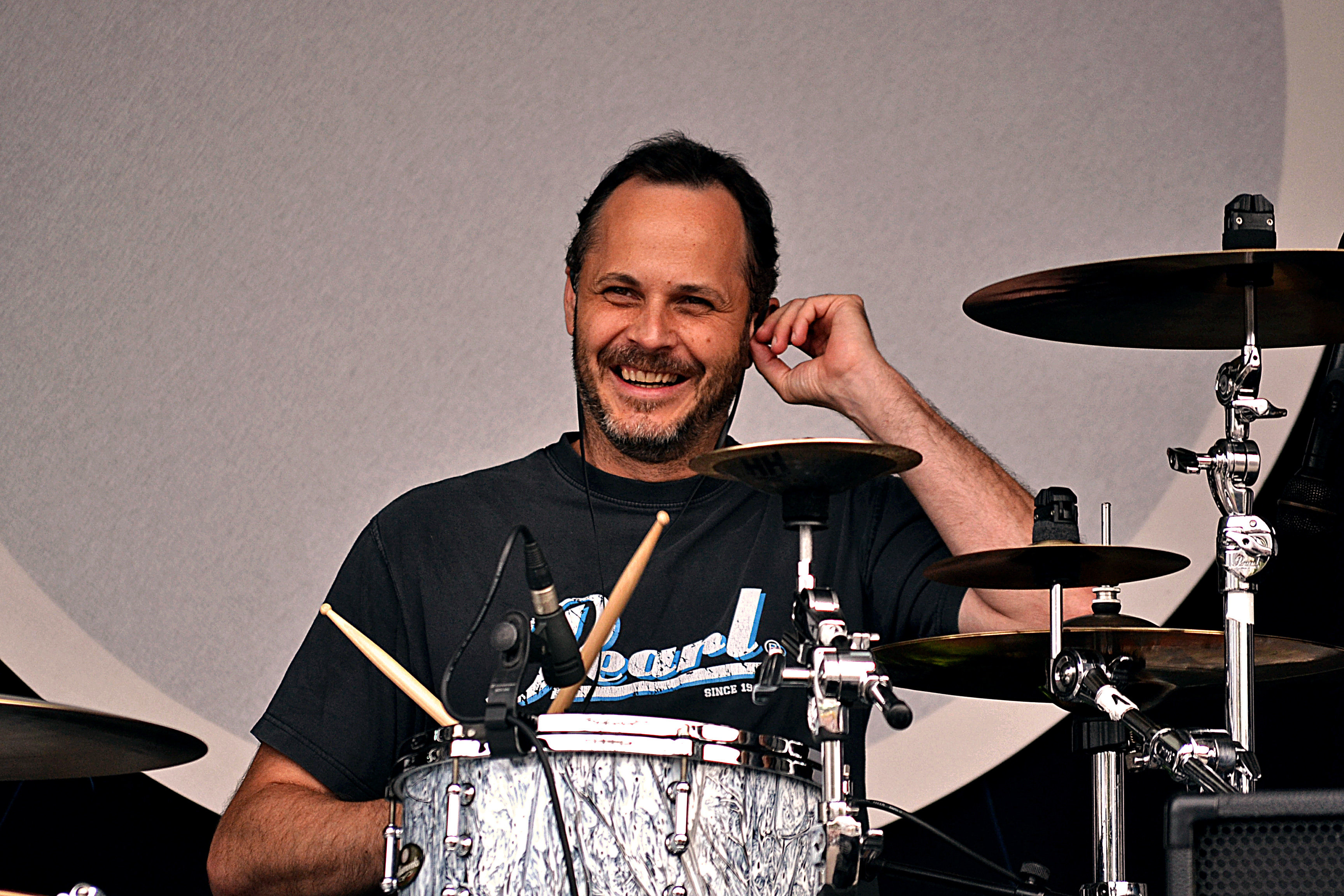
Christophe Rossini.